# Prêmio Nacional de Cinema e Audiovisual
O Prêmio Nacional de Cinema e Audiovisual (do galego: Premio Nacional de Cine e audiovisual) foi um galardão outorgado pela Junta da Galiza e concedido por um jurado de quinze pessoas de distintos âmbitos da cultura galega, como um dos dez Prêmios Nacionais da Cultura Galega.
Os prêmios concederam-se a criadores vivos que destacam-se esse ano pelo seu labor neste campo artístico do cinema e da criação audiovisual, ou em reconhecimento a uma trajectória. O prêmio convocou-se unicamente em 2008, edição na que os galardoados receberam 15.000 euros de prêmio.
Ainda que com vocação de continuidade, a mudança de governo produzida em 2009 supôs a interrupção da convocatória. Ao criarem-se em 2010 os Prêmios da Cultura Galega definiu-se como continuadora a categoria Prêmio Cultura Galega de Criação Audiovisual.

## Premiados
- 2008 - Margarita Ledo Andión